# Subway Surfers
Subway Surfers (укр. Серфери підземки) — нескінченна мобільна відеогра жанру раннера-платформера для iOS, Android і Windows Phone. Існує версія для комп'ютерів (Windows). Розроблена данськими компаніями Kiloo і SYBO Games, одна з найпопулярніших мобільних ігор у світі.
Починаючи з 2013 року, у гру включена система оновлень «Світове турне», в якій гравці можуть пробігтися відомими містами світу. Оновлення виходять щомісяця, пропонуючи нові теми оформлення, персонажів і завдання.

## Ігровий процес

Скріншот гри (версія — Гаваї)

### Основи
Персонаж гравця обмалював графіті вагон поїзда. Це помічає інспектор із собакою, після чого починається гонитва залізничними коліями. Мета гри полягає в тому, щоб керований гравцем персонаж пробіг якнайдалі, ухиляючись від зустрічних поїздів і долаючи перешкоди. Його успіх виражається в очках, з часом біг пришвидшується, як наслідок зростає імовірність зіткнутися з перешкодами. Якщо персонаж з чимось стикається, то інспектор його наздоганяє і хапає (незалежно від того, наскільки далеко він встиг утекти) і гра закінчується. В разі зіткнення з рухомими вагоном, персонажа вибиває «на екран», що також означає кінець гри. Маючи в запасі летючі дошки, персонаж може уникнути одного зіткнення, при цьому втративши дошку. Час дії дошки обмежений, але запас не має ліміту. Проте послідовно використати кілька дошок не можна, після втрати дошки наступна кілька секунд лишається недоступна. Крім того при використанні спеціальних ключів усі перешкоди й бонуси навколо знищуються, а персонаж може продовжити втечу. Ключі можна застосувати впродовж кількох секунд, поки на екрані видно пропозицію цього. Кожне наступне використання ключів вимагає більшої їх кількості.
Під час пробігу потрібно збирати золоті монети і різні бонуси, завдяки яким відкриваються нові можливості гри. Subway Surfers містить місії, що складаються з трьох завдань, наприклад, зібрати 100 тис. очок за один забіг або не користуватися дошкою. Кожна виконана місія збільшує множник очок на один пункт, завдяки чому стає легше встановлювати нові рекорди. Після виконання 30-и місій множник досягає свого максимуму, а за кожну наступну видаються золоті ящики, які містять випадкові призи. Додатково існують досягнення, в яких гравець може отримати певну кількість ключів, виконавши завдання. Досягнення поділяються на бронзові, срібні, золоті й діамантові, відповідно з більшою винагородою і складнішими умовами. Наприклад, зібрати не більше за 100 монет або отримати 100 тис. очок, біжучи тільки однією колією.
При підключенні до Інтернету гравцеві щодня кидається «виклик» (англ. Daily Challenge) — за бажанням він має збирати певні слова з букв, розкиданих як бонуси по залізниці. Перші чотири дні за кожне зібране слово даються монети, причому з кожним днем призова сума збільшується. Якщо всі завдання були виконані, то в наступні дні за збір слів видаються золоті ящики. У залежно від дня тижня в геймплей вводяться додаткові бонуси та заохочення. У понеділок з'являються бонуси у вигляді знаку питання, які перетворюються на дошки, подвоєння монет або збільшення множника. У вівторок в таємничих ящиках може бути мегаджекпот (900 тис. монет в звичайному і 1,5 млн монет в золотому). У середу заохочень немає (але іноді можна протягом дня покористуватися особливою дошкою). У четвер при виборі певного персонажа під час погоні рахунок автоматом збільшиться. У п'ятницю починається «манія» золотих скриньок.
З виходом нових версій щомісяця надаються щотижневі «полювання» (англ. Weekly Hunt), які полягають у зборі предметів, що тематично відповідають місцю чи святу, якому присвячено місяць. Зібравши всі необхідні, гравець винагороджується дошками, ключами або іншими цінними предметами.
Гравці можуть змагатися одне з одним за підключення до Facebook. Існує дві дошки рекордів: між друзями і між гравцями з усієї країни. Остання має ліги, за потрапляння у які чи утримання позиції наприкінці кожного тижня гравці отримують призи. Світовий рекорд встановив Харшал Гавалі 2014 року, він набрав 2.147.483.647 очок.

## Бонуси
- Монетний магніт (англ. Coin Magnet) — притягує до себе всі довколишні монети.
- Суперкросівки (англ. Super Sneakers) — збільшують стрибучість. Завдяки кросівкам можна перестрибнути більшість перешкод і поїзди. Якщо гравець пролітає високо над монетами, то вони притягуються, як при дії магніту.
- Подвійний множник (англ. 2X Multiplier) — з його допомогою множник очок збільшується вдвічі.
- Реактивний ранець (англ. Jetpack) — при його підборі гравець піднімається над залізницею і безперешкодно збирає всі монети, що висять в повітрі. Якщо в цей час активні інші бонуси, час їх дії призупиняється до приземлення.
- Джампер (англ. Power Jumper) — пого-палиця, при підборі якої гравець короткочасно підстрибує на велику висоту і збирає монети з трьох рядів. Як правило разом з ними знаходяться від одного до трьох бонусів. Вперше Джампер з'явився у версії «Subway Surfers World Tour: Beijing».
- Загадкова коробка (англ. Mystery Box) — різнокольоровий коробок, в якому містяться корисні предмети — додаткові монети, речі для розблокування персонажів, дошки або інші бонуси. Найцінніший приз — джекпот на суму 100 тис. монет. Існує також Супер-загадкова коробка золотистого кольору, в якій міститься більше цінних предметів і джекпот на 300000 монет. Звичайну коробку можна купити за 500 монет або зустріти під час пробігу; покращений варіант зустрічається, якщо виконувати щоденні завдання[5].
- Ключ (англ. Key) — друга основна валюта в грі крім монет. Зустрічаються порівняно рідко. Певна кількість ключів дозволяє відкрити нову екіпіровку персонажів, а також продовжити гру, якщо персонаж був спійманий. В останньому випадку кількість ключів, необхідних для втечі від інспектора, буде з кожним разом збільшуватися вдвічі. Вперше з'явилися у версії «Subway Surfers World Tour: Sydney».
- Летюча дошка (англ. Hoverboard) — дошка з антигравітатором, що дозволяє легше долати перешкоди або продовжити гру після зіткнення. Активується подвійним натисканням на персонажа і діє близько 30 секунд. Можна купити за 300 монет, або знайти в ящику від двох до десяти штук відразу. У грі більше 30 видів дощок. Особливо цінні коштують десятки і сотні тисяч монет і мають додаткові можливості.
- Мегастарт (англ. Mega Headstart) — дозволяє на початку гри швидко пропустити першу тисячу метрів забігу. Гравець пролітає цю відстань на реактивному ранці, але без підбору монет. Починаючи з версії «Subway Surfers World Tour: Cairo» можна активувати відразу до трьох мегастартів. Бонус можна купити за 2000 монет, або знайти в ящику.
- Підвищувач рахунку (англ. Score Booster) — активується на початку гри, додає п'ять пунктів до множника очок до кінця гри. Можна активувати до трьох підвищувачів, які додають шість і сім пунктів до множника. Бонус можна купити за 3000 монет, або знайти в ящику.

## Персонажі

### Основні
- Джейк (англ. Jake) — головний персонаж, який є символом Subway Surfers. Хлопець, що носить джинсовий костюм поверх білої толстовки і кепку з логотипом гри. Доступний за замовчуванням.
- Трикі (англ. Tricky) — блондинка, що носить білу майку, широкі джинси і червону шапку. Найбільш легко розблоковуваний персонаж. Щоб її відкрити, необхідно знайти три червоні шапки в загадкових коробках.
- Міс Майя (англ. Miss Maia) — дівчина у жовтій кофті з капюшоном та в респираторі. Для розблокування потрібно заплатити 100 ключів.
- Фреш (англ. Fresh) — темношкірий хлопець з високою зачіскою. Для розблокування потрібно знайти 50 магнітофонів в загадкових коробках.
- Спайк (англ. Spike) — панк-рокер з червоним ірокезом. Для розблокування потрібно знайти 200 електрогітар в загадкових коробках.
- Ютані (англ. Yutani) — дівчина в костюмі зеленого прибульця. Найбільш важкодоступний персонаж, для розблокування потрібно знайти 500 літаючих тарілок в загадкових коробках. Для неї не передбачено додаткових костюмів.
- Діно (англ. Dino) — хлопець у костюмі Годзілли. Для розблокування потрібно через гру увійти в свій аккаунт на Facebook. Додаткові костюми відсутні. Вперше з'явився у версії «Subway Surfers: Bangkok».
- Люсі (англ. Lucy) — дівчина з червоно-синьої зачіскою і пірсингом. Для розблокування потрібно заплатити 7000 монет.
- Теґбот (англ. Tagbot) — робот, частини якого утримуються один з одним за допомогою магнетизму. Для розблокування потрібно заплатити 12000 монет.
- Ніндзя (англ. Ninja) — хлопець у костюмі ніндзя. Для розблокування потрібно заплатити 20000 монет.
- Таша (англ. Tasha) — спортивна дівчина із групи підтримки. Для розблокування потрібно заплатити 30000 монет.
- Френк (англ. Frank) — хлопець у масці кролика, що носить діловий костюм. Для розблокування потрібно заплатити 40000 монет.
- Кінг (англ. King) — огрядний хлопець в короні з плащем і написом «№ 1» на майці. Для розблокування потрібно заплатити 80000 монет.
- Зої (англ. Zoe) — дівчина-зомбі в костюмі ковбоя. Для розблокування потрібно заплатити 120 000 монет. Вперше з'явилася у версії «Subway Surfers: Halloween».
- Ела  (англ. Ella) — темношкіра дівчина в червоному спортивному костюмі. Для розблокування потрібно заплатити 150 000 монет.
- Броді (англ. Brody) — світловолосий хлопець у синій майці і червоних шортах. Для розблокування потрібно заплатити 350 000 монет.
- Принц Кей (англ. Prince K) — темношкірий хлопець, судячи із зовнішнього вигляду, з Близького сходу. Найдорожчий персонаж, для розблокування якого потрібно заплатити 980 000 монет.
- Бумбот (англ. Boombot) — золотий робот. Для розблокування потрібно здійснити першу покупку монет або ключів за донат.

### Обмежені
У кожній новій версії гри з'являється додатковий унікальний персонаж, для розблокування якого за обмежений час потрібно зібрати і заплатити 95000 монет. Крім того персонажі можуть мати скіни — альтернативне оформлення, що отримується за монети, ключі або як винагорода за досягнення в сезонних заходах.

## Ховерборди

### Основні
У грі є низка летючих дощок — ховербордів. Велика їх частина стає доступна, якщо заплатити певну кількість монет. Крім того, майже для кожного існує 2 вдосконалення, що відкриваються ключами.
- Howerboard — червоний скейт із зеленим низом. Доступний за замовчуванням. Вдосконалень не має.
- Starboard — зелений скейт із зображенням зірок. Доступний безкоштовно. Апгрейди: Star Trail (безкоштовно, не дає нічого, крім зоряного сліду), Double Jump (коштує 90 ключів, дає стрибок подвійної висоти).
- Limberjack — скейт з малюнком під дерево. Доступний, якщо заплатити 4000 монет. Апгрейди: Double Jump (90 ключів), Stay Low (130 ключів, персонаж на ньому завжди лежить).
- Superhero — синій скейт з написом «BAM!». Доступний якщо заплатити 8 000 монет. Апгрейди: Zap Sideways (80 ключів, миттєво переносить між лініями руху), Super Jump (110 ключів, має в комплекті кросівки, які наділяють здатністю високо стрибати і не зникють з часом, як при дії бонусу).
- Sunset (Miami) — рожевий скейт із зображенням заходу сонця. Доступний, якщо заплатити 12000 монет. Апгрейди: Pink Trail (60 ключів, дає рожевий слід), Smooth Drift (150 ключів, дозволяє тимчасово літати в стрибку).
- Great White — синій скейт у формі акули з плавником внизу. Доступний, якщо заплатити 20000 монет. Апгрейди: Speed Up (100 ключів, дає прискорення руху), Smooth Drift (150 ключів).
- Monster — зелений скейт з малюнком червоних очей і червоним ротом внизу. Доступний якщо заплатити 30000 монет. Апгрейди: Speed Up (100 ключів), Super Jump (110 ключів).
- Scoot — білий скейт з дзеркалами, червоним покриттям і зеленою смужкою внизу. Доступний, якщо заплатити 35000 монет. Апгрейди: Zap Sideways (80 ключів), Speed Up (100 ключів).
- Freestyler — жовто-червоний сноуборд. Доступний, якщо заплатити 45000 монет. Апгрейди: Double Jump (90 ключів), Super Jump (110 ключів).
- Big Kahuna — помаранчева дошка для серфінгу, з білою смужкою по середині. Доступна, якщо заплатити 65000 монет. Апгрейди: Stay Low (130 ключів), Smooth Drift (150 ключів).
- Skull Fire — чорний скейт з вогненним принтом і черепом знизу. Доступний, якщо заплатити 75000 монет. Апгрейди: Double Jump (90 ключів), Speed Up (100 ключів).
- Daredevil — синій скейт у вигляді ракети. Доступний, якщо заплатити 85000 монет. Є вбудоване поліпшення Surf Faster, що робить рух швидшим.
- Teleporter — круглий чорно-синій скейт. Доступний, якщо заплатити 220000 монет. Є вбудоване поліпшення Zap Sideways.
- Bouncer — зелений скейт зі стрілками внизу. Доступний, якщо заплатити 280000 монет. Є вбудоване поліпшення Super Jump.
- Hot Rod — сріблястий скейт з червоним покриттям і вогненним принтом. Доступний, якщо заплатити 280000 монет. Є вбудоване поліпшення Speed Up.
- Lowrider — чорний скейт з червоним покриттям, ручками і блакитним низом. Доступний, якщо заплатити 320000 монет. Є вбудоване поліпшення Stay Low.
- Windglider — коричневий скейт з червоним покриттям і крилами. Доступний, якщо заплатити 360000 монет. Є вбудоване поліпшення Smooth Drift.

### Обмежені
Як і з персонажами, кожне оновлення додає нову дошку, яку можна придбати за монети чи виграти за досягнення в сезонних заходах. Такі дошки можуть мати вбудовані вдосконалення та/або унікальний слід, який лишається в повітрі позаду.

## Світове турне

### 2013
1. Нью-Йорк
2. Ріо-де-Жанейро
3. Рим (Великоднє спеціальне)
4. Сідней
5. Токіо
6. Маямі
7. Пекін
8. Париж
9. Москва
10. Новий Орлеан (Гелловінське спеціальне)
11. Лондон (Різдвяне спеціальне)

### 2014
1. Мумбаї
2. Маямі (2-е видання)
3. Сеул
4. Нью-Йорк (Дня Святого Патрика спеціальне, 2-е видання)
5. Мехіко
6. Рим (Великоднє спеціальне, 2-е видання)
7. Ванкувер
8. Токіо (2-е видання)
9. Сан-Паулу (Кубок світу з футболу 2014, Спеціальне)
10. Париж (2-е видання)
11. Лос-Анджелес
12. Пекін (2-е видання)
13. Каїр
14. Новий Орлеан (Гелловінське спеціальне, 2-е видання)
15. Бангкок
16. Лондон (Різдвяне спеціальне, 2-е видання)

### 2015
1. Лас-Вегас
2. Сеул (2-е видання)
3. Гаваї
4. Мумбаї (2-е видання)
5. Париж (Великоднє спеціальне, 3-є видання)
6. Аравія
7. Лос-Анджелес (2-е видання)
8. Венеція
9. Ріо-де-Жанейро (2-е видання)
10. Сідней (2-е видання)
11. Греція
12. Нью-Йорк (3-є видання)
13. Кенія
14. Трансільванія (Гелловінське спеціальне)
15. Токіо (3-є видання)
16. Північний полюс (Різдвяне спеціальне)

### 2016
1. Гаваї (2-е видання)
2. Сан-Франциско
3. Аравія (2-е видання)
4. Прага (Великоднє спеціальне)
5. Мадагаскар
6. Сідней (3-є видання)
7. Перу
8. Лас-Вегас (2-е видання)
9. Сингапур
10. Венеція (2-е видання)
11. Ріо-де-Жанейро (3-е видання)
12. Ісландія
13. Гавана
14. Трансильванія (Гелловінське спеціальне, 2-е видання)
15. Вашингтон
16. Зимові канікули (Різдвяне спеціальне)

### 2017
1. Амстердам
2. Сан-Франциско (2-е видання)
3. Аравія (3-є видання)
4. Бангкок (2-е видання)
5. Монако (Великоднє спеціальне)
6. Гаваї (3-е видання)
7. Копенгаген
8. Перу (2-е видання)
9. Марракеш
10. Шанхай
11. Маямі (3-е видання)
12. Барселона
13. Сингапур (2-е видання)
14. Мексика (Гелловінське спеціальне)
15. Вашингтон (2-е видання)
16. Санкт-Петербург (Різдвяне спеціальне)

### 2018
1. Каїр (2-е видання)
2. Чикаго
3. Париж (4-е видання)
4. Токіо (4-е видання)
5. Ісландія (Великоднє спеціальне, 2-е видання)
6. Буенос-Айрес
7. Монако (2-е видання)
8. Веніс-біч, Каліфорнія
9. Мумбаї (3-є видання)
10. Гавана (2-е видання)
11. Нью-Йорк (4-е видання)
12. Берлін
13. Гонконг
14. Новий Орлеан (Гелловінське спеціальне, 3-є видання)
15. Марракеш (2-е видання)
16. Лондон (Різдвяне спеціальне, 3-є видання)

### 2019
1. Ріо-де-Жанейро (4-е видання)
2. Атланта
3. Венеція (3-є видання)
4. Сан-Франциско (3-є видання)
5. Цюрих (Великоднє спеціальне)
6. Бангкок (3-є видання)
7. Сеул (3-є видання)
8. Дубай
9. Маямі (4-е видання)
10. Балі
11. Барселона (2-е видання)
12. Москва (2-е видання)
13. Сингапур (3-є видання)
14. Мексика (Гелловінське спеціальне, 2-е видання)
15. Х'юстон
16. Зимові канікули (Різдвяне спеціальне, 2-е видання)

### 2020
1. Чикаго (2-е видання)
2. Пекін (3-є видання)
3. Париж (5-е видання)
4. Каїр (3-є видання)
5. Ісландія (Великоднє спеціальне, 3-е видання)
6. Буенос-Айрес (2-е видання)
7. Марракеш (3-е видання)
8. Амстердам (2-е видання)
9. Цюрих (2-е видання)
10. Единбург
11. Літл-Рок
12. Балі (2-е видання)
13. Маямі (5-е видання)
14. Перу (3-е видання)
15. Кембридж (Гелловінське спеціальне)
16. Сієтл
17. Санкт-Петербург (Різдвяне спеціальне, 2-е видання)

### 2021
1. Космічна станція
2. Подорож на Схід
3. Берлін (2-е видання)
4. Нью-Йорк (5-е видання)
5. Оксфорд (Великоднє спеціальне)
6. Г'юстон (2-е видання)
7. Копенгаген (2-е видання)
8. Чан'ань
9. Париж (6-е видання)
10. Токіо (5-е видання)
11. Мумбаї (4-е видання)
12. Лас-Вегас (3-є видання)
13. Марракеш (4-е видання)
14. Мексика (Гелловінське спеціальне, 3-є видання)
15. Ванкувер (2-е видання)
16. Веніс-біч, Каліфорнія (2-е видання)
17. Північний полюс (Різдвяне спеціальне, 2-е видання)

### 2022
1. Каїр (4-е видання)
2. Новий Рік за місячним календарем
3. Барселона (3-є видання)
4. Ванкувер (3-є видання)
5. Оксфорд (Великоднє спеціальне, 2-е видання)
6. Монако (3-є видання)
7. Копенгаген (3-е видання)
8. Сан-Франциско (4-е видання)
9. Ісландія (4-е видання)
10. Метро Сіті
11. Греція (2-е видання)
12. Шеньчжень
13. Мумбаї (5-е видання)
14. Мексика (Гелловінське спеціальне, 4-е видання)
15. Лоян
16. Каїр (5-е видання)
17. Метро Сіті Різдво (Різдвяне спеціальне)

### 2023
1. Новий Рік за місячним календарем (2-е видання)
2. Оксфорд (3-є видання)
3. Барселона (4-е видання)
4. Підводне місто
5. Единбург (Великоднє спеціальне, 2-е видання)
6. Чикаго (3-є видання)
7. Копенгаген (4-е видання)
8. Нью-Йорк (6-е видання)
9. Фентезі-фест
10. Буенос-Айрес (3-е видання)
11. Ріо-де-Жанейро (5-е видання)
12. Токіо (6-е видання)
13. Гаваї (4-е видання)
14. Проклятий капішон (Гелловінське спеціальне)
15. Сеул (4-е видання)
16. Лондон (4-е видання)
17. Північний полюс (Різдвяне спеціальне, 3-е видання)

### 2024
1. Шеньчжень (2-е видання)
2. Греція (3-є видання)
3. Лас-Вегас (4-е видання)
4. Ірландія (Великоднє спеціальне)
5. Марракеш (5-е видання)
6. Підводне місто (2-е видання)
7. Класика (На честь 12-річчя серії)
8. Сан-Франциско (5-е видання)
9. Голлівуд
10. Париж (7-е видання)
11. Новий Орлеан (4-е видання)
12. Сідней (4-е видання)
13. Стамбул
14. Проклятий капішон (Гелловінське  спеціальне, 2-е видання)
15. Ванкувер (4-е видання)
16. Ісландія (5-е видання)
17. Зимова країна чудес (Різдвяне спеціальне)

### 2025
1. Лоян (2-е видання)
2. Гаваї (5-е видання)
3. Ріо-ле-Жанейро (6-е видання)
4. Мумбаї (6-е видання)
5. Единбург (Великоднє спеціальне, 3-є видання)
6. Осака
7. Копенгаген (5-е видання)
8. Барселона (5-е видання)
9. Вашингтон (3-є видання)
10. Класика (2-е видання)
11. Оксфорд (4-е видання)
12. Греція (4-е видання)

## Розробка

Логотип розробника

Subway Surfers не була першою подібною грою, схожий ігровий процес із нескінченним бігом раніше використовувала гра Temple Run, створена 2011 року. Розробка Subway Surfers почалася з того, що Боді Єн-Мулінер (Bodie Jahn-Mulliner) та Сильвестр Рісой (Sylvester Rishøj), співзасновники SYBO Games, створили короткий анімаційний ролик про райтерів графіті, які тікають від інспектора з собакою. Коли було засновано студію SYBO Games, Єн-Мулінер та Рісой згадали про цей ролик і вирішили, що тема графіті підхожа для створення відеогри. В пошуках партнерів вони звернулися до Kiloo.
На той час гра Temple Run ще мала великої популярності, але розробникам сподобався її ігровий процес, тож вони хотіли використати його у власній грі. Разом з тим вони відмовилися від використання гіроскопа на користь простішного керування, та зробили трасу без різких поворотів. Спочатку не вдавалося пов'язати ігровий процес із темою графіті, поки Сімон Мюллер з Kiloo не вигадав розвинути втечу від інспектора, після цього розробка пожвавилася. Ігровим рушієм було обрано Unity, оскільки він був для невеликої команди творців гри найпростішим для роботи. Швидко виникли ідеї про біг коліями, збір бонусів та перешкоди на шляху райтерів-утікачів. Було прийнято рішення зробити саму гру безкоштовною, але з необов'язковим придбанням за реальні гроші цінних бонусів та предметів. За перший тиждень активної розробки було написано вершинний шейдер, який робив шлях персонажа що далі то складнішим, з поворотами і вигинами. Пізніше, вже після виходу гри, було помічено, що шлях частіше завертається вліво. Ця недоробка залишилася та стала особливістю Subway Surfers.
Розробники прагнули зробити трасу так, щоб гра не використовувала більше об'єктів, ніж є на екрані. Хоча кожна траса складається з обмеженого набору складових частин, вони розташовані в такому порядку, що створюється ілюзія неповторних місць. Це також полегшує роботу дизайнерам, яким не обов'язково знати програмування при роботі з щомісячними оновленнями. Щоб уникнути надмірного споживання ресурсів, реклама в грі була реалізована без кешування.
Стиль гри значною мірою був натхненний мультфільмами студії Disney, а ігровий процес зазнав впливів, окрім Temple Run, від Jetpack Joyride і Canabalt. Персонажі розроблялися за допомогою програми Maya.

## Оцінки й відгуки
| Агрегатор  | Оцінка |
| ---------- | ------ |
| Metacritic | 71/100 |

| Видання      | Оцінка |
| ------------ | ------ |
| Gamezebo     | [ 14 ] |
| Pocket Gamer | 5/10   |
| TouchArcade  | [ 16 ] |

Гра має позитивні відгуки критиків і гравців, маючи оцінку в 71 бал зі 100 на агрегаторі Metacritic від критиків та 6,8/10 від гравців.
Найвище, у 95/100 Subway Surfers оцінили критики з Multiplayer.it. Вони схвально відгукнулися про незвичайний ігровий процес, продумане керування і відмінне технічне виконання. Зі слабких сторін називалися повторюваність ігрового процесу та проблеми з використанням деяких бонусів, як Суперскросівки. TouchArcade дали 80/100, написавши, що гра не приносить чогось нового, але вдало розвиває ідеї нескінченних раннерів. Subway Surfers в підсумку називалася тією грою, яка не стане марнуванням часу. Найнижче, у 50/100, її оцінили в Pocket Gamer UK. Гра визначалася як вдале поєднання Jetpack Joyride з Temple Run, яке однак частими зіткненнями змушує гравця або заплатити, щоб пришвидшити прогрес, або відмовитися від неї.
У липні 2019 року кількість завантажень гри сягнула 2,5 млрд, щодня на той момент у неї грало ~20 млн гравців. Наприкінці 2022 року Subway Surfers стала найзавантажуванішою мобільною грою. Компанія Unity Technologies, чий рушій використовує гра, наводить Subway Surfers як зразок технічно і комерційно успішної мобільної гри.